# Маркіфф Морріс
Маркіфф Морріс (англ. Markieff Morris, нар. 2 вересня 1989, Філадельфія, США) — американський професіональний баскетболіст, важкий форвард команди НБА «Бруклін Нетс». Брат-близнюк баскетболіста Маркуса Морріса.

## Ігрова кар'єра
На університетському рівні грав за команду Канзас (2008–2011).
2011 року був обраний у першому раунді драфту НБА під загальним 13-м номером командою «Фінікс Санз». Захищав кольори команди з Фінікса протягом наступних 5 сезонів. У дебютному сезоні взяв участь у матчі новачків під час зіркового вікенду. 25 березня в матчі проти «Клівленд Кавальєрс» набрав 22 очки, що стало його особистим рекордом на той момент. 6 грудня 2012 року в матчі проти «Даллас Маверікс» зробив 17 підбирань, що також стало його рекордом у цьому компоненті. 21 лютого 2013 року «Фінікс» підписав контракт з братом-близнюком Маркіффа Маркусом. Таким чином вдруге в історії НБА брати-близнюки зіграли за одну команду; першими були Дік та Том ван Арсдейл у сезоні 1976-1977.

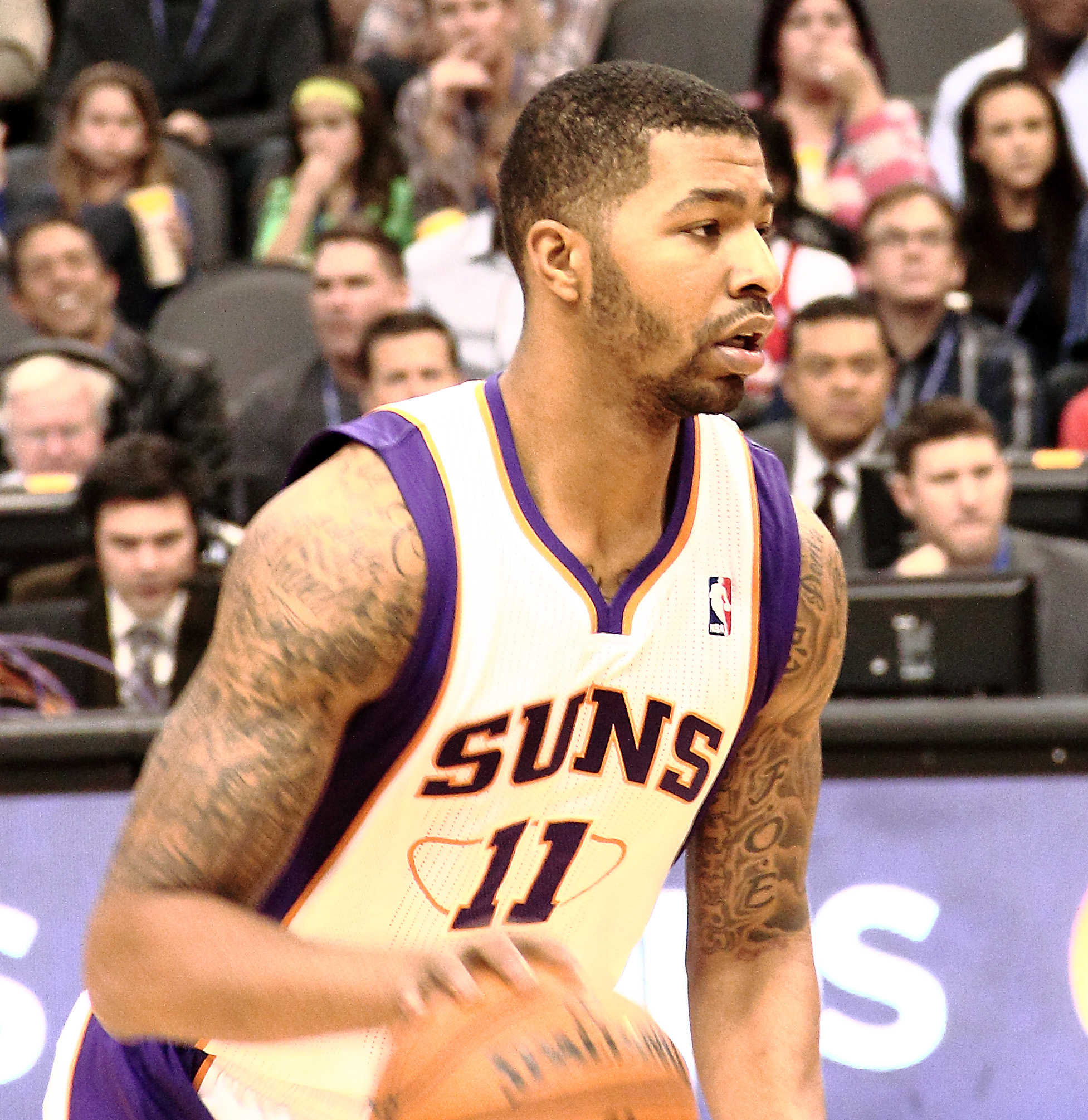
Морріс у складі «Фінікса», 2012

8 листопада 2013 року оновив свій рекорд результативності, набравши 28 очок у переможному матчі з «Денвер Наггетс».
17 листопада 2014 року в матчі проти «Бостон Селтікс» набрав уже 30 очок, а 13 січня 2015 року в матчі проти «Клівленд Кавальєрс» – 35 очок.
Наступний сезон супроводжувався конфліктами Морріса у клубі. Ще перед початком сезону він був оштрафований на 10,000 доларів за те, що публічно вимагав свого обміну. Під час матчу в грудні 2015 року, після того, як головний тренер команди Джефф Горнасек його замінив, Морріс кинув у його сторону рушник, через що був дискваліфікований на два матчі. Після цього інциденту видання AZCentral.com назвало Морріса «найбільшим лиходієм Арізони». Під час тайм-ауту в матчі в лютому, так сперечався з партнером по команді Арчі Гудвіном, що партнерам довелось їх розбороняти.
18 лютого 2016 року став гравцем «Вашингтон Візардс», куди був обміняний на Дежуана Блера, Кріса Гамфріса та пік першого раунду драфту 2016.
20 лютого 2019 року підписав контракт з «Оклахома-Сіті Тандер».
6 липня 2019 року перейшов до складу «Детройт Пістонс». 21 лютого 2020 року сторони припинили співпрацю.
23 лютого 2020 року підписав контракт з «Лос-Анджелес Лейкерс». У складі команди завоював свій перший чемпіонський перстень.
6 серпня 2021 року підписав ветеранський однорічний контракт з «Маямі».
7 вересня 2022 року перейшов до складу «Бруклін Нетс».

## Статистика виступів у НБА
| † | Позначає сезон, в якому ставав чемпіоном НБА |

### Регулярний сезон
| Сезон             | Команда                | GP  | GS  | MPG  | FG%  | 3P%  | FT%  | RPG | APG | SPG | BPG | PPG  |
| ----------------- | ---------------------- | --- | --- | ---- | ---- | ---- | ---- | --- | --- | --- | --- | ---- |
| 2011–12           | «Фінікс Санз»          | 63  | 7   | 19.5 | .399 | .347 | .717 | 4.4 | 1.0 | .7  | .7  | 7.4  |
| 2012–13           | «Фінікс Санз»          | 82  | 32  | 22.4 | .407 | .336 | .732 | 4.8 | 1.3 | .9  | .8  | 8.2  |
| 2013–14           | «Фінікс Санз»          | 81  | 0   | 26.6 | .486 | .315 | .792 | 6.0 | 1.8 | .8  | .6  | 13.8 |
| 2014–15           | «Фінікс Санз»          | 82  | 82  | 31.5 | .465 | .318 | .763 | 6.2 | 2.3 | 1.2 | .5  | 15.3 |
| 2015–16           | «Фінікс Санз»          | 37  | 24  | 24.8 | .397 | .289 | .717 | 5.2 | 2.4 | .9  | .5  | 11.6 |
| 2015–16           | «Вашингтон Візардс»    | 27  | 21  | 26.4 | .467 | .316 | .764 | 5.9 | 1.4 | .9  | .6  | 12.4 |
| 2016–17           | «Вашингтон Візардс»    | 76  | 76  | 31.2 | .457 | .362 | .837 | 6.5 | 1.7 | 1.1 | .6  | 14.0 |
| 2017–18           | «Вашингтон Візардс»    | 73  | 73  | 27.0 | .480 | .367 | .820 | 5.6 | 1.9 | .8  | .5  | 11.5 |
| 2018–19           | «Вашингтон Візардс»    | 34  | 15  | 26.0 | .436 | .333 | .781 | 5.1 | 1.8 | .7  | .6  | 11.5 |
| 2018–19           | «Оклахома-Сіті Тандер» | 24  | 1   | 16.1 | .391 | .339 | .737 | 3.8 | .8  | .5  | .1  | 6.5  |
| 2019–20           | «Детройт Пістонс»      | 44  | 16  | 22.5 | .450 | .397 | .772 | 3.9 | 1.6 | .6  | .3  | 11.0 |
| 2019–20†          | «Лос-Анджелес Лейкерс» | 14  | 1   | 14.2 | .406 | .333 | .833 | 3.2 | .6  | .4  | .4  | 5.3  |
| 2020–21           | «Лос-Анджелес Лейкерс» | 61  | 27  | 19.7 | .405 | .311 | .720 | 4.4 | 1.2 | .4  | .3  | 6.7  |
| 2021–22           | «Маямі Гіт»            | 17  | 1   | 17.5 | .474 | .333 | .889 | 2.6 | 1.4 | .4  | .1  | 7.6  |
| Усього за кар'єру | Усього за кар'єру      | 715 | 376 | 24.8 | .446 | .341 | .777 | 5.2 | 1.6 | .8  | .5  | 10.9 |

### Плей-оф
| Сезон             | Команда                | GP | GS | MPG  | FG%  | 3P%  | FT%  | RPG | APG | SPG | BPG | PPG  |
| ----------------- | ---------------------- | -- | -- | ---- | ---- | ---- | ---- | --- | --- | --- | --- | ---- |
| 2017              | «Вашингтон Візардс»    | 13 | 13 | 28.7 | .407 | .368 | .806 | 6.3 | 1.7 | .9  | 1.3 | 12.1 |
| 2018              | «Вашингтон Візардс»    | 6  | 6  | 30.2 | .490 | .167 | .900 | 7.5 | 1.7 | .7  | 1.8 | 9.8  |
| 2019              | «Оклахома-Сіті Тандер» | 5  | 0  | 11.8 | .313 | .286 | .778 | 2.6 | 1.0 | .2  | .6  | 3.8  |
| 2020†             | «Лос-Анджелес Лейкерс» | 21 | 2  | 18.3 | .449 | .420 | .778 | 3.0 | 1.0 | .3  | .1  | 5.9  |
| 2021              | «Лос-Анджелес Лейкерс» | 4  | 1  | 9.5  | .222 | .250 | .667 | 1.0 | .8  | .0  | .3  | 2.3  |
| 2022              | «Маямі Гіт»            | 1  | 0  | 3.0  | .000 | —    | —    | 1.0 | .0  | .0  | .0  | .0   |
| Усього за кар'єру | Усього за кар'єру      | 50 | 22 | 20.8 | .421 | .369 | .800 | 4.2 | 1.2 | .5  | .6  | 7.4  |